# Merchant Marine Gallant Ship Citation Ribbon
La Merchant Marine Gallant Ship Citation Ribbon (en français : Ruban de Citation de la Galanterie de la marine marchande) est une décoration civile de la marine marchande des États-Unis.
La décoration est décernée aux officiers et marins qui ont servi sur un navire des États-Unis ou sur un navire d'un pavillon étranger qui, au moment du service, et qui ont participé à une action exceptionnelle d'une catastrophe maritime ou autre situation d'urgence dans le but de sauver des vies ou des biens en mer.
Créée le 29 août 1944, le ruban est de couleur verte avec en son centre un hippocampe en argent.
La plaque de la Gallant Ship Citation est en bronze et est attribuée au navire.

## Gallant Ships de la Marine Marchande
Seconde Guerre mondiale

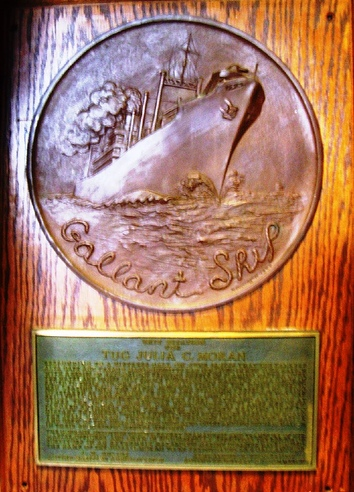
Plaque de citation du Tug Julia C. Moran

- SS Stephen Hopkins, actions le 27 septembre 1942
- SS Adoniram Judson, actions en octobre 1944, citation le 10 décembre 1944
- SS Samuel Parker, actions en février 1943
- SS Cedar Mills, actions en décembre 1943
- SS William Moultrie
- SS Marcus Daly, actions en octobre 1944
- SS Virginia Dare
- SS Nathaniel Greene
- SS Stanvac Calcutta, actions le 6 juin 1942

Après la Seconde Guerre mondiale
- SS Meredith Victory, actions en décembre 1950, citation le 24 août 1960
- SS Cape Ann, citation le 23 octobre 1957
- SS Ile de France], citation le 23 octobre, 1957
- USNS Pvt. Wm. H. Thomas'', citation le 23 octobre 1957
- MV Western Pioneer, citation le 29 juin 1961
- SS Dolly Turman, citation le 14 août 1963
- SS Philippine Mail, citation le 28 février 1964
- SS President Wilson, citation le 1er avril 1965
- SS President Jackson, citation le 14 janvier 1970
- Japan Bear, actions en 1966
- Cotton State, actions en février 1965, citation en 1967
- Tug Adeline Foss, actions en novembre 1965, citation en 1967
- Tug Julia C. Moran, actions le 16 juin 1966, citation en 1968
- President McKinley, actions le 5 janvier 1967, citation en 1968
- West German Mathilde Bolten, actions le 20 décembre 1964, citation en 1969
- West German Weisenburg, actions le 7 mai 1965, citation en 1969
- SS President Jackson, actions le 14 janvier 1970, citation en 1971
- MS Khian Star, actions le 26 décembre 1969, citation en 1971
- T/S Williamsburg, actions le 4 octobre 1980, citation le 21 mai 1981
- PV San Francisco, actions le 31 octobre 1984, citation en 1984

## Sources
- (en) Cet article est partiellement ou en totalité issu de l’article de Wikipédia en anglais intitulé « Merchant Marine Gallant Ship Citation Ribbon » (voir la liste des auteurs).